# Justiční palác
Justiční palác je označení pro budovu palácového typu v určitém městě, která je přímo postavena[zdroj⁠?!] a slouží pro potřeby justice. Justiční paláce jsou jako stavby nápadné a architektonicky významné, aby podtrhly význam toho kterého soudu, který v nich sídlí.[zdroj⁠?!]

## Česká republika
V České republice jde např. o justiční paláce v:
- Praze na náměstí Kinských – bývalá Štefánikova kasárna, dříve Fučíkova kasárna, dříve Albrechtova kasárna, sídlo krajského soudu.
- Brně na Rooseveltově ulici – sídlo krajského soudu; někdy je za justiční palác označován i justiční areál u řeky Svratky
- Olomouci na třídě Svobody – sídlo okresního soudu

## Zahraničí
Naproti tomu[zdroj⁠?!] v Paříži nejde jen o jednu budovu, ale hned o celý a poměrně rozsáhlý komplex budov na ostrově Cité, ve kterém sídlí např. kasační soud, odvolací soud, státní zastupitelství, advokátní komora nebo i policejní ředitelství.
V justičním paláci v Norimberku se v letech 1945-1946 konal Norimberský proces.

## Fotogalerie

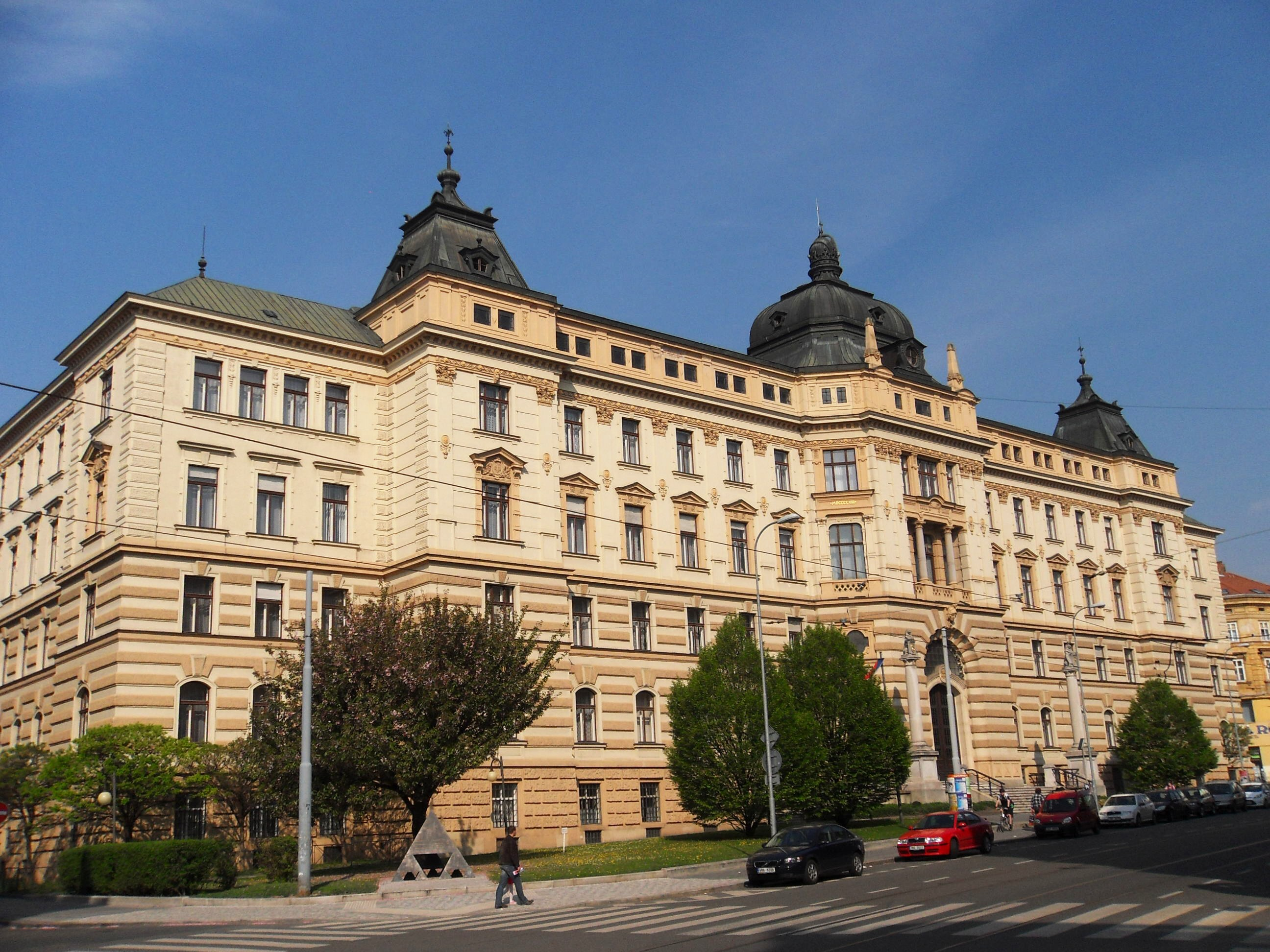
Justiční palác v Brně
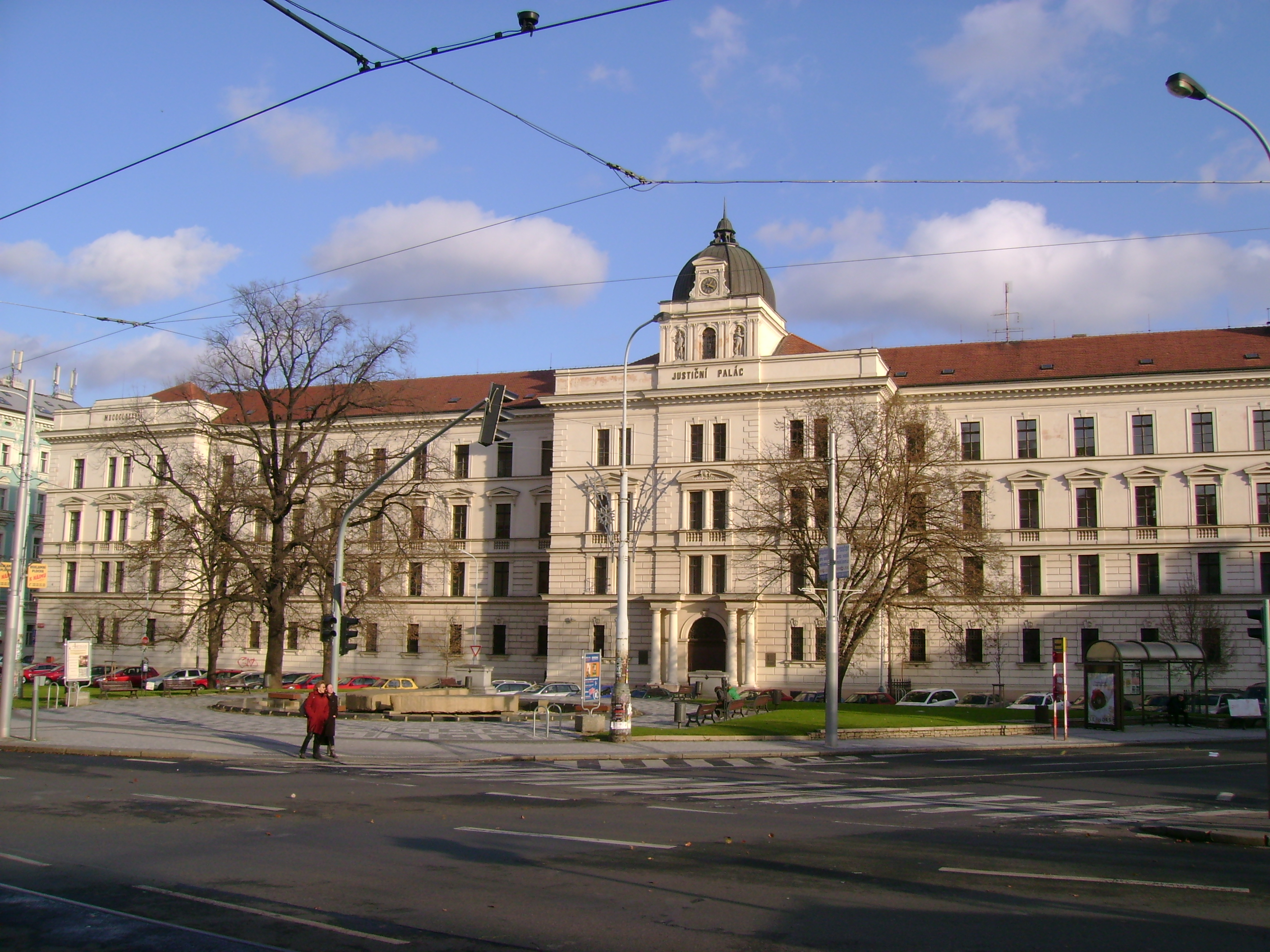
Justiční palác v Praze na Smíchově
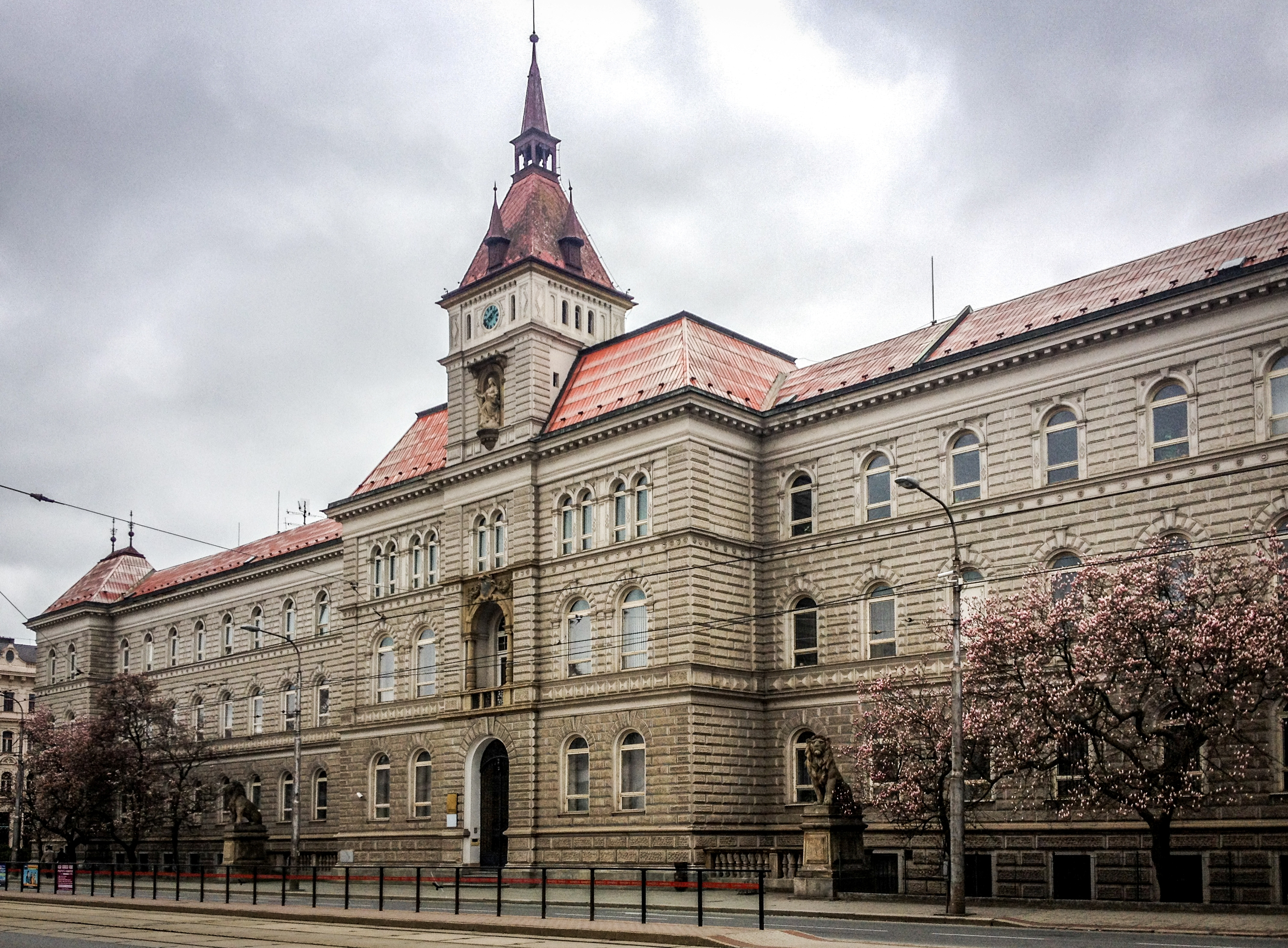
Justiční palác v Olomouci